# Laghi Willandra
La Regione dei laghi Willandra è un sito che fa parte dell'elenco dei Patrimoni dell'umanità dell'UNESCO, ampio 2.400 chilometri quadrati; si trova nel Nuovo Galles del Sud sud-occidentale, in Australia. La regione dei laghi Willandra è il tradizionale luogo di incontro dei popoli aborigeni Muthi Muthi, Ngiyampaa e Paakantyi.
Questa regione è importante sia dal punto di vista naturale che culturale e include eccezionali esempi di civilizzazione umana come il più antico luogo di cremazione del mondo. Nella regione si sono inoltre trovati fossili di marsupiali giganti risalenti fino al pleistocene. Una piccola parte della regione ricade all'interno del Parco Nazionale Mungo.